# Marian Jilăveanu
Marian Jilăveanu (n. 26 iunie 1973, Mediaș) este un fost fotbalist român, care a activat pe postul de atacant.
A jucat în Cupa UEFA cu FC Argeș Pitești contra lui Dinamo Baku și a înscris două goluri, în ambele meciuri câte unu.